# Mittelbarer Beweis
Beweismittel wie Urkunden, Augenschein oder Zeugenaussagen können entweder unmittelbar zu den in einem Gerichts- oder Verwaltungsverfahren zu beweisenden Tatsachen führen oder über Schlüsse, die gestützt auf Erfahrungen über bestimmte Lebensvorgänge gezogen werden. Im ersteren Fall spricht man vom unmittelbaren, im letzteren vom mittelbaren Beweis oder Indizienbeweis. Mittelbare (indirekte) Beweise sind die Regel, und zwar schon deshalb, weil sich Gerichte normalerweise mit bereits vergangenen Sachverhalten beschäftigen. So ist etwa ein Urkundenbeweis für den Abschluss eines Vertrages genau besehen bloß ein mittelbarer Beweis für die frühere gegenseitige Willensäußerung der Parteien.
Ein mittelbarer Beweis setzt entweder eine tatsächliche Vermutung oder einen Anscheinsbeweis voraus.
Von Indizienbeweis wird teilweise auch nur dann gesprochen, wenn ein einzelnes Indiz nicht ausreicht, um die volle Überzeugung des Gerichts zu begründen, diese aber durch die Gesamtheit der vorhandenen Indizien begründet werden kann.